# 野溝利一
野溝 利一（のみぞ りいち、2003年〈平成15年〉1月13日 - ）は、日本のプロバスケットボール選手。長野県出身。B.LEAGUEの神戸ストークス所属。ポジションはポイントガード。

## 来歴
東海大学付属諏訪高等学校から山梨学院大学に進学し、4年次の2024-25シーズン途中から特別指定選手として神戸ストークスに加入。背番号は90で、神戸で同番号を着用する選手は初めて。